# Pingshui (köpinghuvudort i Kina, Hunan Sheng, lat 26,84, long 113,40)
Pingshui (kinesiska: 平水, 平水镇, 黄沙铺) är en köpinghuvudort i Kina. Den ligger i provinsen Hunan, i den södra delen av landet, omkring 160 kilometer söder om provinshuvudstaden Changsha. Antalet invånare är 28 025. Befolkningen består av 14 013 kvinnor och 14 012 män. Barn under 15 år utgör 17,0 %, vuxna 15-64 år 74 %, och äldre över 65 år 7,0 %.
Runt Pingshui är det ganska tätbefolkat, med 179 invånare per kvadratkilometer. Närmaste större samhälle är Youxian Chengguanzhen, 17,0 km norr om Pingshui. I omgivningarna runt Pingshui växer i huvudsak blandskog.
Genomsnittlig årsnederbörd är 1 778 millimeter. Den regnigaste månaden är maj, med i genomsnitt 282 mm nederbörd, och den torraste är oktober, med 22 mm nederbörd.